# Слободской сельсовет (Измалковский район)
Слободской сельсовет — сельское поселение в Измалковском районе Липецкой области Российской Федерации.
Административный центр — село Слобода.

## История
Статус и границы сельского поселения установлены Законом Липецкой области от 23 сентября 2004 года № 126-ОЗ «Об установлении границ муниципальных образований Липецкой области»

## Население
| 2010 | 2012 | 2013 | 2014 | 2015 | 2016 | 2017 |
| ---- | ---- | ---- | ---- | ---- | ---- | ---- |
| 792  | ↘759 | ↘739 | ↘724 | ↗727 | ↘710 | ↘701 |
| 2018 | 2021 |      |      |      |      |      |
| ↗708 | ↘644 |      |      |      |      |      |

## Состав сельского поселения
| № | Населённый пункт | Тип населённого пункта       | Население |
| - | ---------------- | ---------------------------- | --------- |
| 1 | Слобода          | село, административный центр | 509       |
| 2 | Чермошное        | село                         | 283       |